# Don't Gimme That
"Don't Gimme That" je pjesma od njemačkog pop sastava Aloha from Hell čiji je autor Rory O'Connor, a dolazi s njihovog prvog albuma No More Days to Waste. Pjesam je kao prvi singl s albuma objavljena 6. lipnja 2008. godine.

## Popis pjesama
CD singl
1. "Don't Gimme That (Radio verzija)" - 3:03
2. "Don't Gimme That (Alternativna rock verzija)" - 3:20

CD maksi singl
1. "Don't Gimme That (Radio verzija)" - 3:03
2. "Don't Gimme That (Alternativna rock verzija)" - 3:20
3. "Don't Gimme That (Privatni remiks)" - 3:08
4. "Fear Of Tomorrow" - 3:42

## Pozicija pjesme
| (2008)   | Pozicija pjesme |
| -------- | --------------- |
| Austrija | 11              |
| Njemačka | 30              |

## Vanjske poveznice
- Aloha From Hell's službene stranice